# 商场柔顺乐
Mallsoft （也称为 mallwave ）是一种以复古商业中心为主题的蒸汽波子流派。 

## 概述

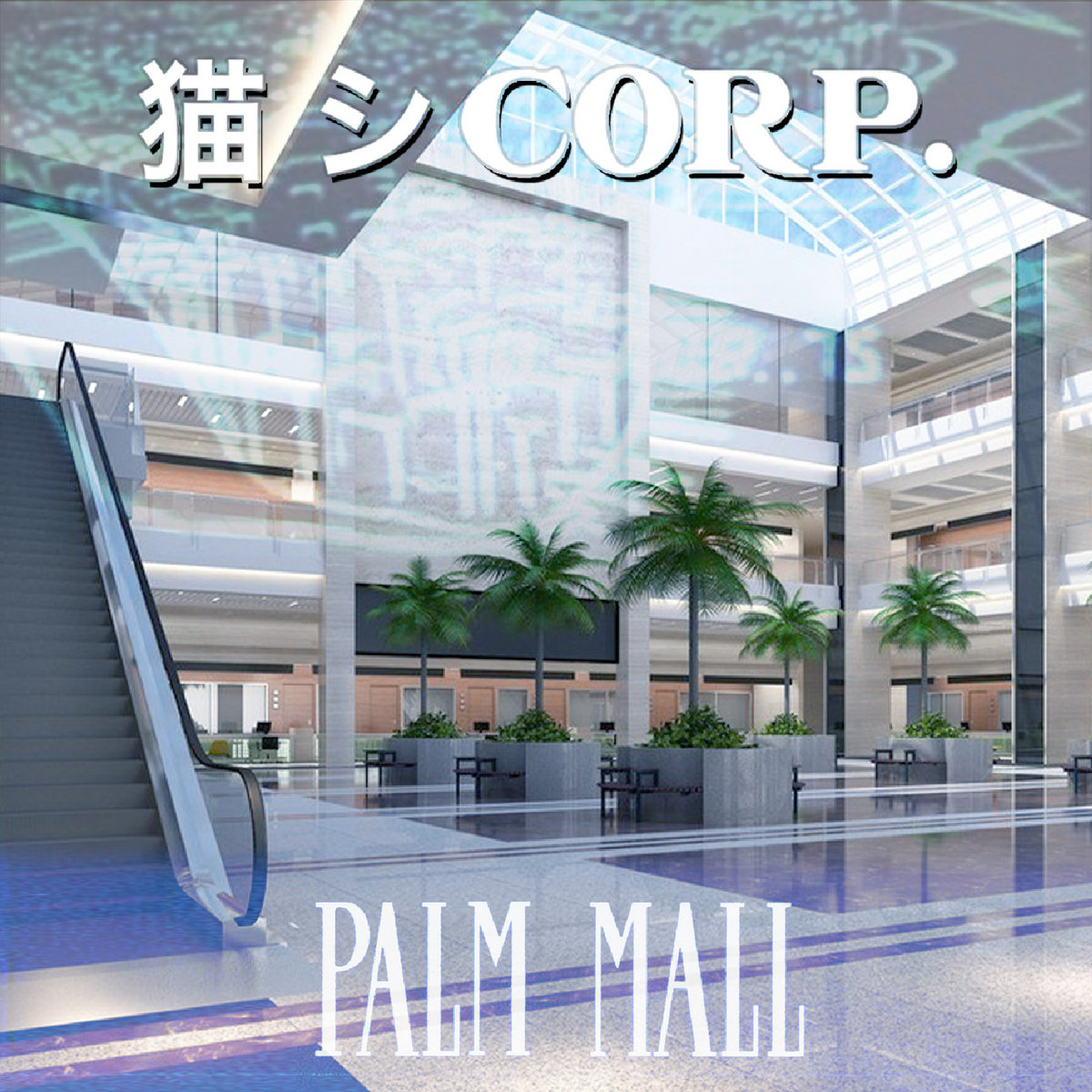
Cat System Corp.的Palm Mall专辑封面。诸如此类的照片通常用作 mallsoft music 的艺术品。

它通常基于沙发音乐，让人联想到早期购物中心，商业街和其他公共商业场所的氛围。 ，对于那些没有亲身体验过的人来说，产生一种消费主义和企业资本主义的情怀。  Mallsoft 通过轻音乐、波萨诺瓦舞曲和柔顺爵士等类型的音乐，用音乐的方式让没有经历过这些体验的人们产生一种怀旧情节 。 听众的大部分乐趣来自于怀旧和独属于自己的“往事与故人”。 
有些作者只是把已有的20世纪80年代的流行歌曲拿出来，放慢速度，加上混响，让它听起来像是死寂商场传来的音乐一样。
混响和失真通常会覆盖在主音轨上，让人产生一种空旷，寂静，迷茫的感觉。YouTube上的视频也会用20世纪80年代和90年代拍摄的图片配上mallsoft音乐。这种图片往往在视觉效果上体现出孤独感，和过度商业化的感觉。

## 反响
记者Simon Chandler将Cat System Corp. 2014 年的专辑 Palm Mall 描述为“也许他定义了mallsoft这种音乐类型”。 

## 另阅
- 氛围音乐
- 后现代建筑
- 死寂商场